# 共产主义怀旧

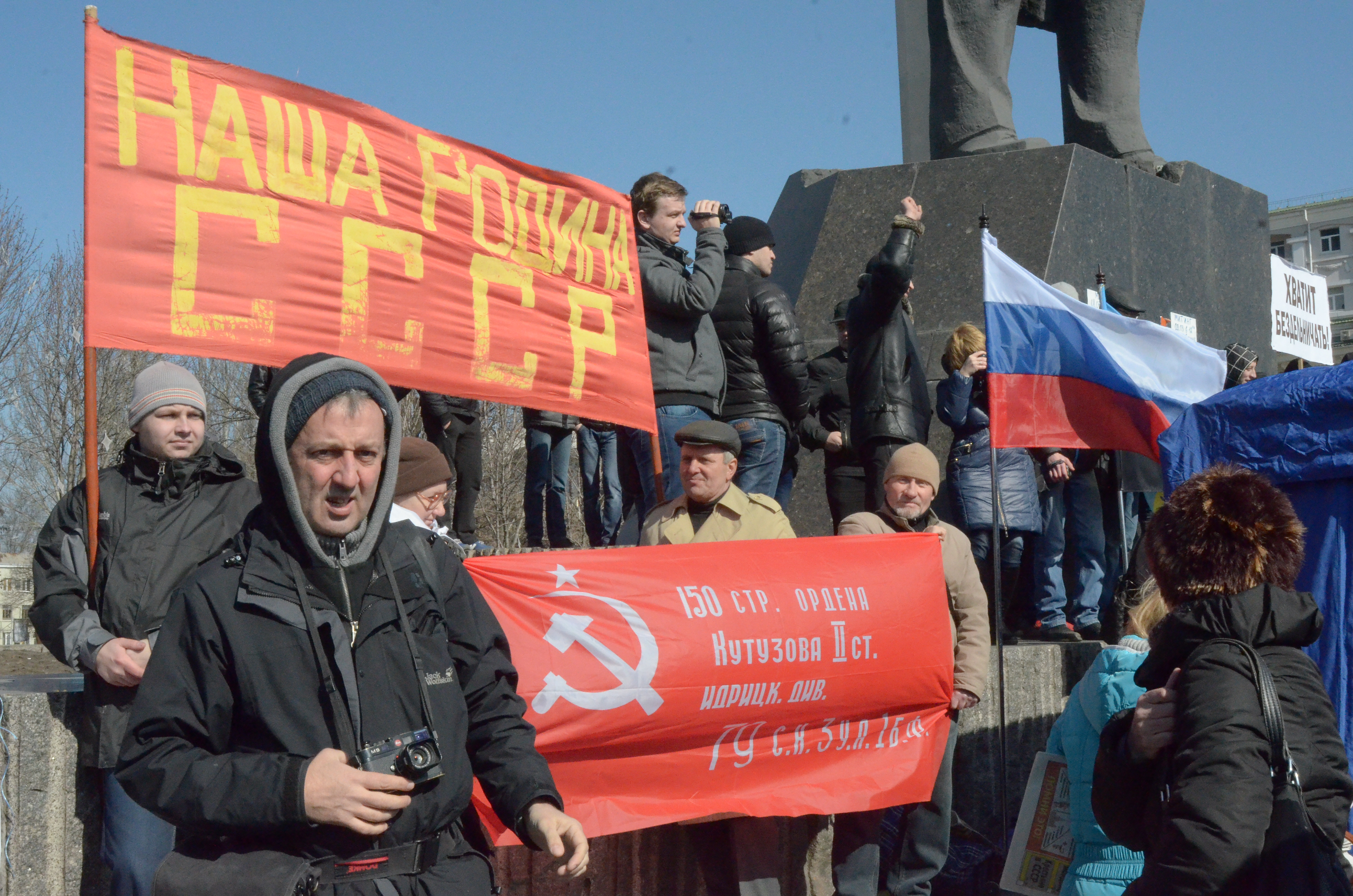
2014年，在頓涅茨克爆发的反對乌克兰去共产主义化政策抗议活动。群众身后的红色横幅上写着“我们的祖国是苏联”

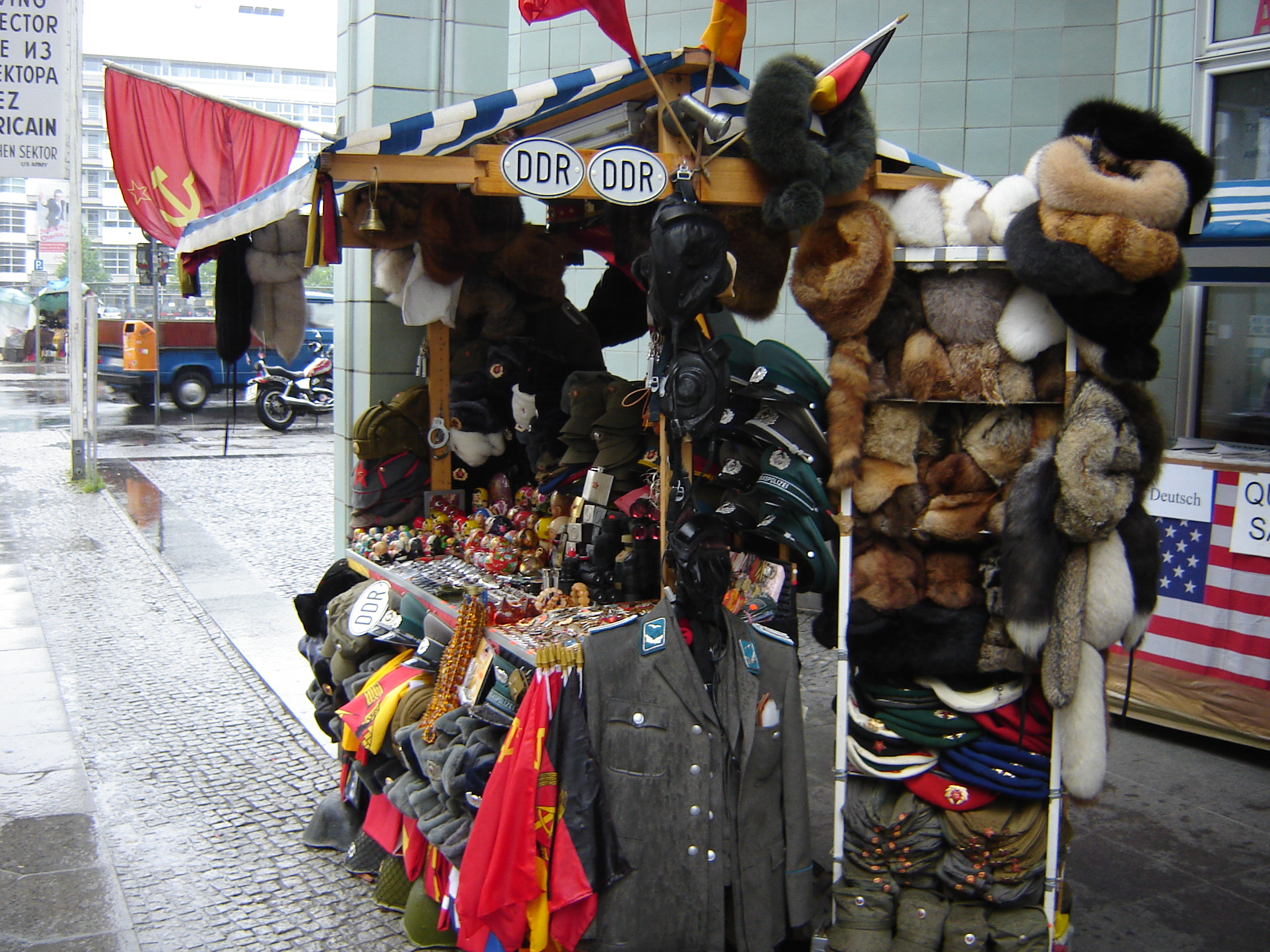
2006年在柏林出售的苏联和民德纪念品

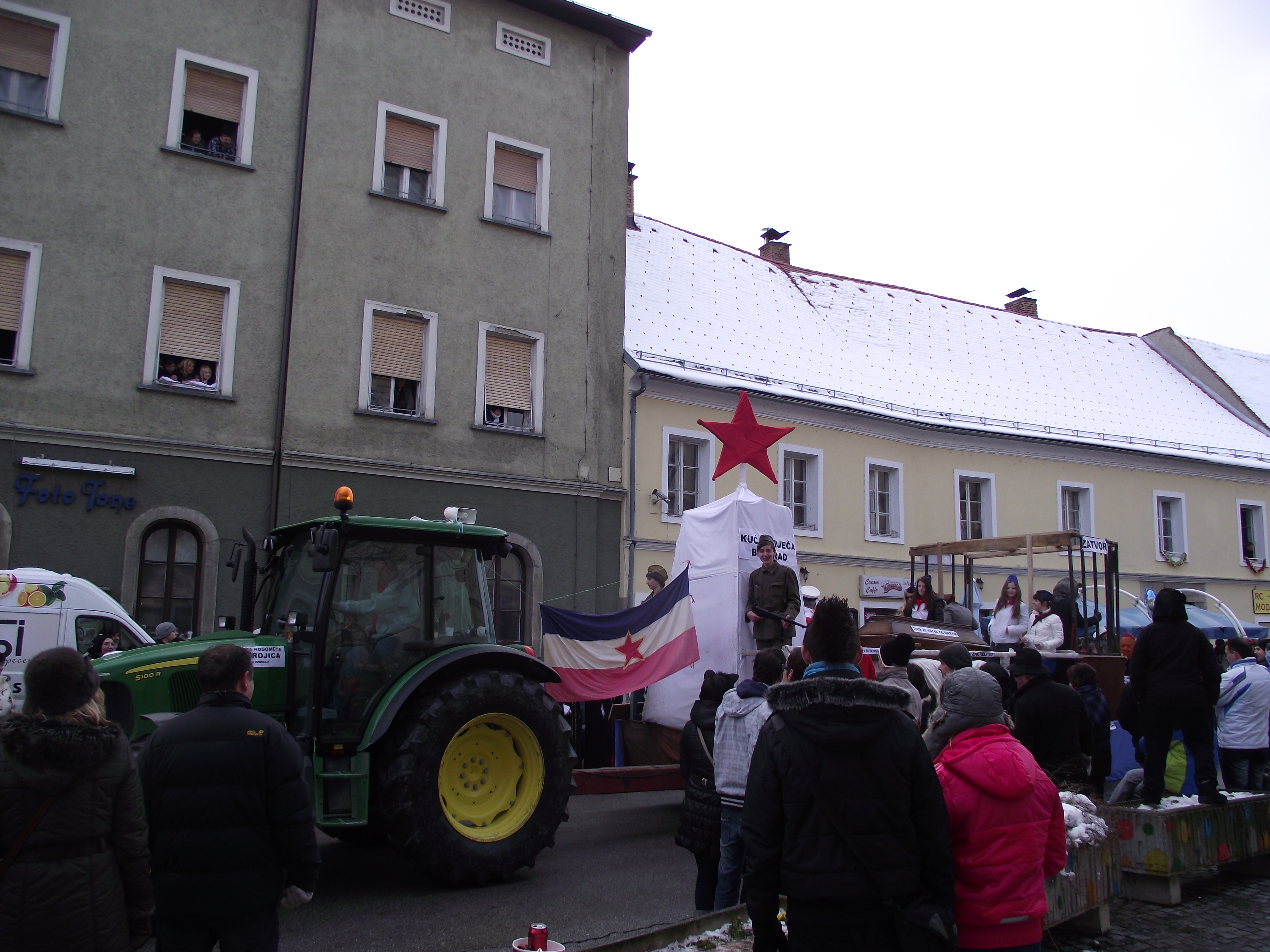
2013年斯洛文尼亚普图伊狂欢节上的南斯拉夫标志

共产主义怀旧，又称社会主义怀旧，是在中东欧和俄罗斯等后共产主义国家人民中产生的对社会主义时期的怀念情绪。
这种怀旧情绪在东德、波兰、后苏联国家、后南斯拉夫国家、保加利亚、匈牙利、罗马尼亚、捷克、阿尔巴尼亚和斯洛伐克等国都有所体现。许多企业将共产主义怀旧情绪商业化、商品化，制造出共产主义时尚品和其他让人忆起旧时代的商品和产品。

## 看法
多米尼克·巴特曼斯基指出，1989年东欧剧变后，发展的具体前景在一段时间内并不清楚，而仅仅被“回归欧洲”、“回归西方价值观”等笼统的术语描绘。这导致了人们对资本主义和西方民主的乌托邦式期望。 “后革命乌托邦主义”在面对转型困境时产生了“后革命祛魅”。 
后共产主义东欧问题研究员Kristen R. Ghodsee认为：
“只有通过研究日常生活的日常方面如何受到巨大的社会、政治和经济变化的影响，我们才能理解人们对这种集体想象的、更加平等的过去的渴望。没有人想重现20世纪的极权主义。但对共产主义的怀念已经成为一种共同语言，普通的男女们通过这种语言表达对当今议会民主和新自由资本主义的缺点的失望。"

## 统计数据

### 阿尔巴尼亚
欧安组织2016年的一项调查显示，42%的阿尔巴尼亚人认为共产党领导人恩维尔·霍查产生了积极影响，而45%的人认为他产生了负面影响。 35%的阿尔巴尼亚人不认为阿尔巴尼亚的社会主义历史存在问题，而62%的人认为至少存在一些问题。 

### 亚美尼亚
盖洛普2013年的一项调查显示，66%的亚美尼亚人认为苏联解体是有害的，这一比例是接受调查的所有后苏联国家中最高的，而认为苏联解体是有益的人只有12%。  2016年的一项调查显示，71%的亚美尼亚人认为苏联治下的生活更美好。 皮尤研究中心2017年的一项调查显示，对联盟解散感到后悔的受访者比例上升至79%，而认为联盟解散是一件好事的受访者比例仅为15%。 

### 阿塞拜疆
盖洛普2013年的一项调查显示，31%的阿塞拜疆人认为苏联解体是有害的，而44%的人认为苏联解体是有益的。  2016年的一项调查显示，69%的阿塞拜疆人认为苏联治下的生活更好。 

### 白俄罗斯
盖洛普2013年的一项调查显示，38%的白俄罗斯人认为苏联解体是有害的，而认为苏联解体是有益的人则只有26%。  2016年的一项调查显示，53%的白俄罗斯人认为苏联时期的生活更美好。 后来，对联盟解散表示遗憾的人数又略有上升，达到了54%。而皮尤研究中心2017年的一项调查则显示，只有34%的人认为联盟解散是一件好事。 

### 波斯尼亚和黑塞哥维那
盖洛普2016年的一项调查显示，77%的波斯尼亚人认为南斯拉夫解体是有害的，而认为南斯拉夫解体有益的人只占6%。 

### 保加利亚
皮尤研究中心2009年的一项调查显示，62%的保加利亚人表示，现在的生活经济状况比人民共和国时期更糟糕。 在2019年的一项调查中，45%的保加利亚人表示在共产党领导人托多尔·日夫科夫领导下的生活较今天更好，而22%的人表示生活更糟。 74%的人认同一句流行的老话“他们毁了这个国家”。 

### 克罗地亚
盖洛普2016年的一项调查显示，23%的克罗地亚人认为南斯拉夫解体是有害的，而55%的人认为南斯拉夫解体是有益的。

### 捷克
皮尤研究中心2009年的一项调查显示，39%的捷克人表示，现在的生活经济状况比社会主义共和国时代更糟。 
在1991年的一项调查中，15%的捷克人认为现政权比过去的共产主义政权“糟糕得多”或“糟糕一点”，71%的捷克人认为现政权比过去的共产主义政权“好得多”或“好一点”。后来在2021年的一项调查中，25%的捷克人表示，现政权比过去的共产主义政权“糟糕得多”或“糟糕一点”，59%的捷克人表示，现政权比过去的共产主义政权“好得多”或“好一点”。 

### 东德
2009年的一项调查显示，49%的东德人认为“民德好的一面大于坏的一面。虽然存在一些问题，但那里的生活很不错”，而8%的人认为“民德几乎都是好的一面，那里的生活比今天统一后的德国更幸福、更美好”，两项合计比例为57%。 

### 爱沙尼亚
在2017年的一项调查中，75%的爱沙尼亚人认为苏联解体是件好事，15%的人认为是坏事。 

### 格鲁吉亚
盖洛普2013年的一项调查显示，33%的格鲁吉亚人认为苏联解体是有害的，而认为苏联解体是有益的则有37%。 后来，2017年的一项调查显示，47%的格鲁吉亚人认为苏联解体是一件好事，而38%的人认为这是一件坏事。 皮尤研究中心在2017年进行的另一项调查显示，43%的格鲁吉亚人认为苏联解体是件好事，而42%的人认为苏联解体是件坏事。 

### 匈牙利
皮尤研究中心2010年的一项调查显示，72%的匈牙利人表示，他们国家大多数人的经济状况比共产主义时期更糟糕。只有8%的人表示匈牙利大多数人的生活状况如今有所改善，16%的人表示情况大致相同。民意调查还发现，42%的人反对脱离共产主义。 
然而，皮尤研究中心2019 年的一项民意调查发现，70%的匈牙利人赞成向市场经济转型。 
民意调查显示，匈牙利人对卡达尔·亚诺什时代的怀旧情绪依然普遍存在。根据匈牙利政策解决方案组织（PSH）2020年进行的一项民意调查，54%的匈牙利人认为卡达尔执政期间大多数人的生活更好，而31%的人认为卡达尔执政期间大多数人的生活更糟。 

### 拉脱维亚
皮尤研究中心2017年的一项调查显示，30%的拉脱维亚人认为苏联解体是件坏事，而53%的人认为是件好事。 

### 立陶宛
皮尤研究中心2009年的一项调查显示，48%的立陶宛人表示，现在的生活经济状况比苏联时代更糟糕。 
皮尤研究中心2017年的一项调查显示，23%的立陶宛人认为苏联解体是坏事，而62%的人认为是好事。 

### 摩尔多瓦
盖洛普2013年的一项民意调查显示，42%的摩尔多瓦人认为苏联解体是有害的，而认为苏联解体是有益的只有26%。 皮尤研究中心2017年的一项调查显示，对联盟解散感到遗憾的受访者比例上升至70%，只有18%的人认为联盟解散是件好事。 

### 黑山
盖洛普2016年的一项民意调查显示，65%的黑山人认为南斯拉夫解体是有害的，而认为南斯拉夫解体是有益的只有15%。 

### 北马其顿
盖洛普2016年的一项民意调查显示，12%的北马其顿人认为南斯拉夫解体是有害的，而61%的人认为南斯拉夫解体是有益的。 

### 哈萨克斯坦
2005年的一项调查显示，49.7%的哈萨克斯坦人“非常同意或同意”苏联政府回应了公民的需求，而只有9.1%的人认为现哈萨克斯坦政府回应了公民的需求。 然而，盖洛普2013年的一项调查显示，25%的哈萨克斯坦人认为苏联解体是有害的，而认为苏联解体是有益的则有45%。  2016年的一项调查显示，约60%的35岁以上的哈萨克斯坦人认为苏联治下的生活更美好。 

### 科索沃
盖洛普2016年的一项民意调查显示，10%的科索沃人认为南斯拉夫解体是有害的，而认为南斯拉夫解体是有益的人则只有6%。 

### 吉尔吉斯斯坦
2005年的一项民意调查显示，70.3%的吉尔吉斯斯坦人“非常同意或同意”苏联政府回应了公民的需求，而只有16.9%的人对现吉尔吉斯斯坦政府表示同样的看法。  盖洛普2013年的一项民意调查显示，61%的吉尔吉斯斯坦人认为苏联解体是有害的，而认为苏联解体是有益的只有16%。 

### 波兰
皮尤研究中心2009年的一项调查发现，35%的波兰人认为现在的经济生活比人民共和国时期更糟糕，47%的波兰人认为现在的经济生活更好。 在OBOP的一项调查中，高达56%的受访者表示他们生活的最好时期是20 世纪70年代，爱德华·盖莱克统治时期。

### 罗马尼亚
2014年的一项民意调查发现，44%的受访者认为共产主义下的生活条件较今更好。罗马尼亚评估与战略研究所2010年进行的一项民意调查也得出了类似的结果。在1,460名受访者中，54%的人声称社会主义时期他们的生活水平更好，而16%的人则表示社会主义时期他们的生活水平更差。 
根据2010年的民意调查，如果有机会，41%的罗马尼亚人会投票给共产党员尼古拉·齐奥塞斯库   ，63%的罗马尼亚人认为1989年之前他们的生活更好。   2012年的一项民意调查显示，53%的罗马尼亚人表示他们将退回到共产主义，并表示齐奥塞斯库的政权实行得很糟糕。 
2014 年，支持齐奥塞斯库的选民比例达到46%。  2018年12月27日的一项民意调查发现，64%的人对他有良好印象。 

### 俄罗斯
列瓦达中心自1992年以来的民意调查数据显示，人们对苏联解体感到遗憾的比例一直保持一致，2021年的最新民意调查发现，63%的俄罗斯人对苏联解体感到遗憾，只有28%的人表示并不后悔。 2012年的遗憾程度最低，仅有49％的俄罗斯人表示对苏联解体感到遗憾，但这仍然高于不后悔的36%的比例。最常见的遗憾原因是统一经济体系的终结，以及他们不再是超级大国的公民。 
自1990年代中期以来，关于俄罗斯人偏好的政治和经济制度的民意调查也显示出对苏联的怀念，2021年的最新民意调查显示，49%的人更喜欢苏联政治制度，而18%的人更喜欢现行制度，16%的人更喜欢西方民主，62%的人表示他们更喜欢计划经济制度，而24%的人更喜欢市场资本主义经济。 
列瓦达中心2020年的一项民意调查显示，75%的俄罗斯人认为苏联时代是俄罗斯历史上“最伟大的时期”。 
| 时间       | 对苏联解体感到后悔的百分比 | 对苏联解体不后悔的百分比 | 来源   |
| ---------- | -------------------------- | ------------------------ | ------ |
| 1992年3月  | 66%                        | 23%                      | [ 32 ] |
| 1993年3月  | 63%                        | 23%                      | [ 32 ] |
| 1994年8月  | 66%                        | 19%                      | [ 32 ] |
| 1999年3月  | 74%                        | 16%                      | [ 32 ] |
| 2000年12月 | 75%                        | 19%                      | [ 32 ] |
| 2001年12月 | 72%                        | 21%                      | [ 32 ] |
| 2002年12月 | 68%                        | 25%                      | [ 32 ] |
| 2004年12月 | 68%                        | 26%                      | [ 32 ] |
| 2005年11月 | 65%                        | 25%                      | [ 32 ] |
| 2006年11月 | 61%                        | 30%                      | [ 32 ] |
| 2007年11月 | 55%                        | 36%                      | [ 32 ] |
| 2008年11月 | 60%                        | 30%                      | [ 32 ] |
| 2009年11月 | 60%                        | 28%                      | [ 32 ] |
| 2010年11月 | 55%                        | 30%                      | [ 32 ] |
| 2011年11月 | 53%                        | 32%                      | [ 32 ] |
| 2012年12月 | 49%                        | 36%                      | [ 32 ] |
| 2013年12月 | 57%                        | 30%                      | [ 32 ] |
| 2014年11月 | 54%                        | 28%                      | [ 32 ] |
| 2015年11月 | 54%                        | 37%                      | [ 32 ] |
| 2016年3月  | 56%                        | 28%                      | [ 32 ] |
| 2016年11月 | 56%                        | 28%                      | [ 32 ] |
| 2017年11月 | 58%                        | 26%                      | [ 32 ] |
| 2018年11月 | 66%                        | 25%                      | [ 32 ] |
| 2020年11月 | 65%                        | 26%                      | [ 34 ] |
| 2021年11月 | 63%                        | 28%                      | [ 32 ] |

### 塞尔维亚
盖洛普2016年的一项民意调查显示，81%的塞尔维亚人认为南斯拉夫解体是有害的，而认为南斯拉夫解体是有益的只有4%。 

### 斯洛伐克
皮尤研究中心2009年的一项调查显示，48%的斯洛伐克人表示，现在的生活经济状况比社会主义时代更糟糕。 斯洛伐克2018年的一项民意调查发现，81% 的人同意社会主义时期人们互相帮助更多、更有同情心、关系更密切。79%的人认为社会主义时期人们的生活环境更安全，暴力犯罪发生率较低。另有77%的人声称，由于计划经济，每个人都有足够的有效工作，因此不存在失业。不过，民意调查还指出，“大多数受访者不愿回到社会主义时期的计划经济，他们更倾向于市场经济或社会市场经济，但在具体问题的回答中，他们倾向于让国家发挥更大作用，并提供保障和社会确定性”。 
在1991年的一项调查中，35%的斯洛伐克人表示现政权比过去的社会主义政权“糟糕得多”或“糟糕一点”，43%的斯洛伐克人表示现政权比过去的社会主义政权“好得多”或“好一点”。后来在2021年的一项调查中，40%的斯洛伐克人表示，现政权与过去的社会主义政权相比“糟糕得多”或“糟糕一点”，45%的斯洛伐克人表示，现政权与过去的社会主义政权相比“好得多”或“好一点”。 
不过，皮尤研究中心2019年的一项调查发现71%的斯洛伐克人赞成向市场经济转型。 

### 斯洛文尼亚
2014年盖洛普的一项民意调查显示，45%的斯洛文尼亚人认为南斯拉夫解体是有害的，而41%的人认为南斯拉夫解体是有益的。 

### 塔吉克斯坦
盖洛普2013年的一项调查显示，52%的塔吉克人认为苏联解体是有害的，而认为苏联解体是有益的则只有 27%。截至2016年，有39%的塔吉克人认为苏联治下的生活更好。 

### 土库曼斯坦
盖洛普2013年的一项调查显示，只有8%的土库曼斯坦人认为苏联解体是有害的，是所有接受调查的后苏联国家中最低的，而认为苏联解体是有益的人则有62%。 

### 乌克兰
皮尤研究中心2009年的一项调查显示，62%的乌克兰人表示，现在的经济生活比苏联时代更糟糕。  2013年盖洛普的一项民意调查显示，56%的乌克兰人认为苏联解体是有害的，而只有23%的人认为苏联解体是有益的。  2016年的一项调查显示，60%的35岁以上的乌克兰人表示苏联治下的生活更美好。 然而，2020年基辅国际社会学研究所的一项调查显示，34%的乌克兰人对苏联解体感到后悔，而50%的人表示不后悔。乌克兰东部地区的后悔程度最高，49%的乌克兰人对苏联解体表示后悔，而不后悔的人比例为35%；乌克兰西部地区的后悔程度最低，只有15%的乌克兰人对此表示后悔，而表示不后悔的人比例为69%。 

### 乌兹别克斯坦
2005年的一项调查显示，48.1%的乌兹别克斯坦人认为苏维埃政府回应了公民的需求，而只有28.1%的乌兹别克斯坦人表示现政府回应了公民的需求。 然而，2016年，只有4%的乌兹别克斯坦人认为苏联治下的生活更好。 

## 延伸阅读
- Rebecca Mckee、Erica Richardson、Bayard Roberts、Christian Haerpfer 和 Martin Mckee，《事情只会变得更好？对前苏联过去、现在和未来的看法的变化》， 《欧亚研究》 ，第 12 卷。 65，第7期，2013年，页 1466-1478， JSTOR 24534205
摘要：“我们报告了来自八个前苏联加盟共和国的新分析结果，以及2001年和2010年的两项调查，比较了人们对苏联时期政府和调查期间政府的态度以及对未来的期望。无论在哪里，对过去的看法都变得不那么积极，而对现在的看法则变得更加积极。然而，每次调查中的观点（views）以及它们之间的变化因国家和社会人口群体而异。”